# Косміна Душа
Косміна Анішоара Душа (рум. Cosmina Anișoara Dușa, нар. 4 березня 1990 року, Ернут) — румунська футболістка, форвард клубу «Конак Беледієспор» та збірної Румунії.

## Кар'єра
У футбол Косміна Душа почала грати в дитинстві з друзями старшого брата. У віці 17-ти років почала грати за чемпіона Румунії «Клужану». Дебютувала в офіційних матчах у грі проти «Умео» в Кубку УЄФА 2007/2008. У сезоні 2009/2010 років грала за грецький «Волос 2004», тоді ж вперше отримала виклик до національної збірної.
У 2010 році Косміна Душа повернулася до Румунії, перейшовши в тільки що створену «Олімпію». У дебютному сезоні за клуб забила 103 м'ячі. У 2012 році знову стала найкращою бомбардиркою чемпіонату, відзначившись 71 разів за сезон. З 2010 по 2012 рік визнавалася найкращою футболісткою Румунії.
З вересня 2012 року виступає за турецький «Конак Беледієспор».

### Виступи у національній збірній
Косміна Душа дебютувала у жіночій національній збірній Румунії у березні 2009 року проти національної збірної Бельгії з футболу. Вона виступала в іграх кваліфікаційного турніру на Чемпіонат світу з футболу для жінок ФІФА 2011 року у Групі УЄФА 4.
| Турнір           | Стадія       | Дата       | Місця проведення | Команда-опонент      | Goals | Результат | Разом |
| ---------------- | ------------ | ---------- | ---------------- | -------------------- | ----- | --------- | ----- |
| Кубок світу 2011 | Кваліфікація | 2009–09–23 | Буфтя            | Боснія і Герцеговина | 2     | 4–0       | 5     |
| Кубок світу 2011 | Кваліфікація | 2009–10–28 | Шопрон           | Угорщина             | 1     | 1–1       | 5     |
| Кубок світу 2011 | Кваліфікація | 2010–03–27 | Сараєво          | Боснія і Герцеговина | 1     | 5–0       | 5     |
| Кубок світу 2011 | Кваліфікація | 2010–08–21 | Чернігів         | Україна              | 1     | 1–3       | 5     |
| Євро 2013        | Кваліфікація | 2011–09–21 | Aarau            | Швейцарія            | 1     | 1–4       | 6     |
| Євро 2013        | Кваліфікація | 2011–10–27 | Бухарест         | Туреччина            | 3     | 7–1       | 6     |
| Євро 2013        | Кваліфікація | 2012–03–31 | Буфтя            | Казахстан            | 1     | 3–0       | 6     |
| Євро 2013        | Кваліфікація | 2012–06–21 | Буфтя            | Швейцарія            | 1     | 4–2       | 6     |
| Кубок світу 2015 | Кваліфікація | 2013–09–20 | Струмиця         | Північна Македонія   | 4     | 9–1       | 6     |
| Кубок світу 2015 | Кваліфікація | 2014–06–19 | Хаапсалу         | Естонія              | 2     | 2–0       | 6     |
| Євро 2017        | Кваліфікація | 2017–09–15 | Клуж             | Україна              | 1     | 2–1       | 1     |
| Кубок світу 2019 | Кваліфікація | 2017–10–20 | Левен            | Бельгія              | 1     | 2–3       | TBD   |

## Досягнення
Клужана:
- Чемпіонка Румунії: 2007/08, 2008/09
- Володарка Кубка Румунії: 2007/08

 Олімпія:
- Чемпіонка Румунії: 2011, 2012
- Володарка Кубка Румунії: 2011, 2012

 Конак Беледієспор:
- Чемпіонка Туреччини: 2012/13, 2013/14, 2014/15, 2015/16, 2016/17

### Статистика виступів
Станом на 23 лютого 2019 року.
| Клуб              | Сезон     | ліга       | ліга    | ліга  | Ліга чемпіонів УЄФА | Ліга чемпіонів УЄФА | Національна збірна | Національна збірна | РАЗОМ   | РАЗОМ |
| Клуб              | Сезон     | Дивізіон   | Передач | Голів | Передач             | Голів               | Передач            | Голів              | Передач | Голів |
| ----------------- | --------- | ---------- | ------- | ----- | ------------------- | ------------------- | ------------------ | ------------------ | ------- | ----- |
| Конак Беледієспор | 2012–2013 | Перша ліга | 17      | 32    | –                   | –                   |                    |                    | 17      | 32    |
| Конак Беледієспор | 2013–14   | Перша ліга | 14      | 15    | 7                   | 3                   |                    |                    | 21      | 18    |
| Конак Беледієспор | 2014–15   | Перша ліга | 17      | 33    | 3                   | 5                   |                    |                    | 20      | 38    |
| Конак Беледієспор | 2015–16   | Перша ліга | 15      | 20    | –                   | –                   |                    |                    | 15      | 20    |
| Конак Беледієспор | 2016–17   | Перша ліга | 10      | 9     | 3                   | 2                   |                    |                    | 13      | 11    |
| Конак Беледієспор | 2017–18   | Перша ліга | 18      | 16    | 3                   | 1                   |                    |                    | 21      | 17    |
| Конак Беледієспор | 2018–19   | Перша ліга | 8       | 4     | 0                   | 0                   |                    |                    | 8       | 4     |
| Конак Беледієспор | РАЗОМ     | РАЗОМ      | 99      | 129   | 16                  | 11                  |                    |                    | 115     | 140   |